# Anna Dewdney

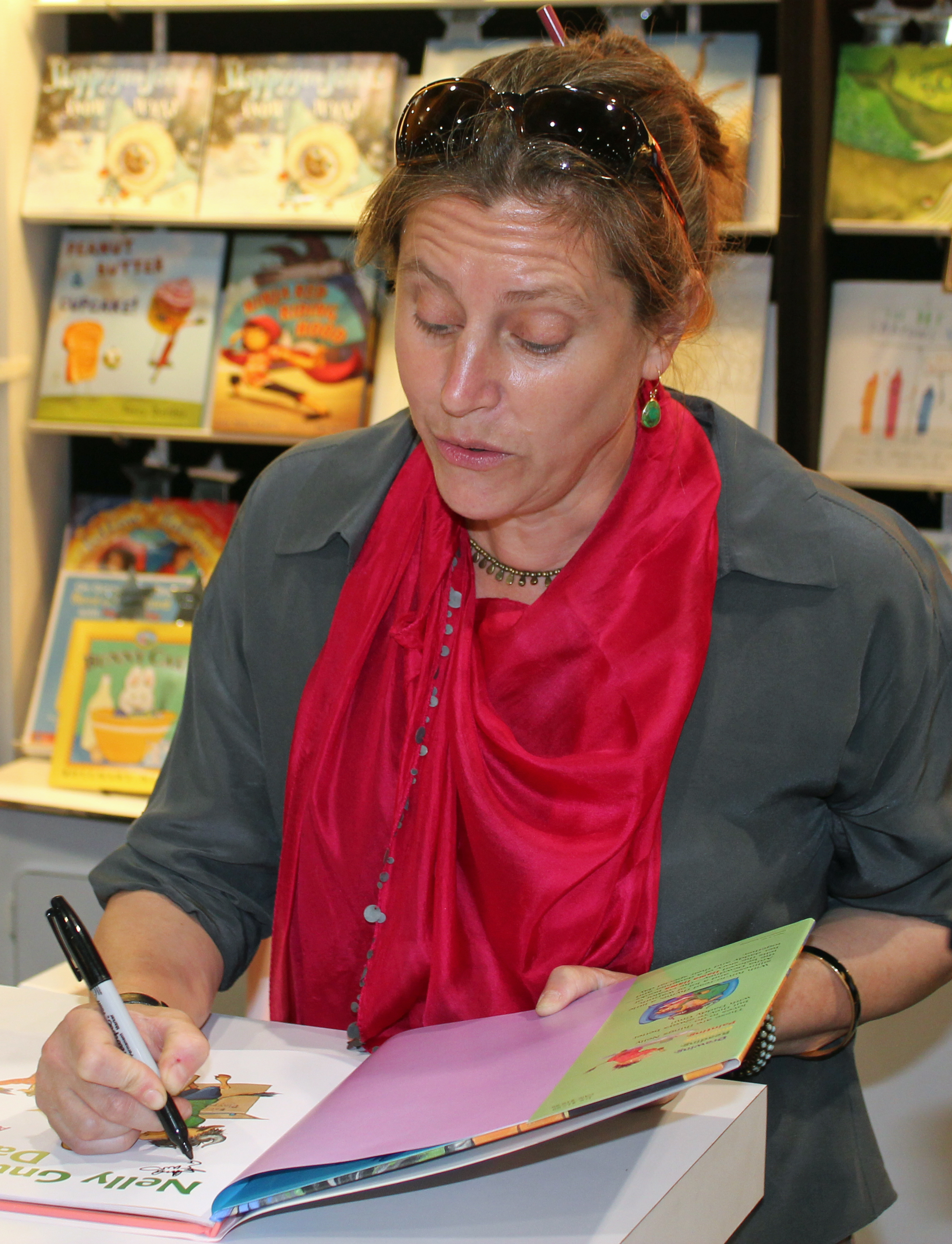

Anna Elizabeth Dewdney (geb. Luhrmann, * 25. Dezember 1965 in New York City; † 3. September 2016 in Chester, Vermont) war eine US-amerikanische Kinderbuchautorin und -illustratorin.

## Leben
Anna Elizabeth Luhrmann wurde 1965 in New York City geboren und wuchs mit ihren Geschwistern im benachbarten Englewood, New Jersey auf. Ihr Vater, George Luhrmann, war Psychiater, ihre Mutter Winifred (geb. Bruce) war Schriftstellerin und verfasste historische Belletristik (Only Brave Tomorrows, The First Book of Gold). Zunächst besuchte sie die Elisabeth Morrow School in Englewood. Danach ging sie zur Philips Academy in Andover, Massachusetts. Sie wechselte zur Putney School in Putney, Vermont, wo sie 1983 ihren Abschluss machte. 1987 machte sie an der Wesleyan University in Middletown, Connecticut ihren Bachelor. Anna Dewdney starb im Alter von 50 Jahren an einem Hirntumor, sie hinterließ ihren Partner Reed Duncan und zwei gemeinsame Kinder.

## Werk
Erste Illustrationen von ihr erschienen 1994 in dem von der Kinder- und Jugendbuchautorin Dian Curtis Regan verfassten Buch The Peppermint Race. Gleich das erste von ihr verfasste und auch illustrierte Kinderbuch Llama Llama Red Pajama wurde 2005 von Kritikern gelobt und verschaffte ihr den Durchbruch als Kinderbuchautorin.
Alle insgesamt 17 weiteren von ihr in der Llama-Llama-Serie veröffentlichten Kinderbücher wurden sämtlich zu „New York Times-Bestsellern“ und in zahlreiche Sprachen übersetzt.
Anna Dewdneys Bücher dienten als Vorlage für Theater- und Tanzaufführungen sowie Musicals. Zahlreiche Staaten und Non-Profit-Organisationen setzten ihre Bücher für Alphabetisierungskampagnen ein.
Bevor ihr ab 2005 mit den Llama-Llama-Büchern der Durchbruch gelang, illustrierte sie Bücher anderer Autoren, arbeitete aber auch als Kellnerin, Möbelverkäuferin, Busfahrerin, Briefträgerin und als Lehrerin in einer Schule für legasthenische Kinder, da sie anfänglich Schwierigkeiten hatte, Verleger für ihre Bücher zu finden.
Außer der Lesefähigkeit von Kindern erachtete Dewdney das Vermitteln von Empathie für noch wichtiger, was sich in ihren Büchern widerspiegelt.

## Bücher
- Llama Llama Red Pajama, Scholastic 2005, ISBN 978-0-545-03010-6.
  - Übersetzung aus dem Englischen von Christiane Steen: Lama Lama im Pyjama. Hamburg: Rowohlt, 2019, ISBN 978-3-499-00080-5.
- Llama Llama Mad at Mama, Viking Books for Young Readers 2007, ISBN 978-0-670-06240-9.
- Llama Llama Misses Mama, Viking Books for Young Readers 2009, ISBN 978-0-670-06198-3.
- Llama Llama Holiday Drama, Viking Books for Young Readers 2010, ISBN 978-0-670-01161-2.
  - Übersetzung aus dem Englischen von Christiane Steen: Lama Lama Weihnachtsdrama. Hamburg: Rowohlt, 2019, ISBN 978-3-499-00081-2.
- Nobunny’s Perfect, Puffin Books 2010, ISBN 978-0-14-241533-7.
- Roly Poly Pangolin, Viking Juvenile 2010, ISBN 978-0-670-01160-5.
- Llama Llama Hoppity-Hop, Viking Books for Young Readers 2012, ISBN 978-0-670-01329-6.
- Llama Llama Home with Mama, Viking Books for Young Readers 2012, ISBN 978-0-670-01232-9.
  - Übersetzung aus dem Englischen von Rusalka Reh: Lama Lama ist krank. Hamburg: Rowohlt, 2020, ISBN 978-3-499-00455-1.
- Llama Llama Nighty-Night, Viking Books for Young Readers 2012, ISBN 978-0-670-01327-2.
- Llama Llama Time to Share, Viking Books for Young Readers 2012, ISBN 978-0-670-01233-6.
- Llama Llama Zippity-Zoom, Viking Books for Young Readers 2012, ISBN 978-0-670-01328-9.
- Llama Llama Wakey-Wake, Viking Books for Young Readers 2012, ISBN 978-0-670-01326-5.
- Llama Llama and the Bully Goat, Viking Books for Young Readers 2013, ISBN 978-0-545-64866-0.
- Llama Llama Birthday Party!, Grosset & Dunlap 2013, ISBN 978-0-448-45880-9.
- Llama Llama Shopping Drama, Hachette Children’s Group 2013, ISBN 978-1-4449-1090-2.
- Llama Llama I Love You, Viking Books for Young Readers 2014, ISBN 978-0-451-46981-6.
- Llama Llama Jingle Bells, Viking Books for Young Readers 2014, ISBN 978-0-451-46980-9.
- Llama Llama Trick or Treat, Viking Books for Young Readers 2014, ISBN 978-0-451-46978-6.
- Llama Llama Gram and Grandpa, Viking Books for Young Readers 2015, ISBN 978-0-670-01396-8.
  - Übersetzung aus dem Englischen von Rusalka Reh: Lama Lama schläft bei Oma. Hamburg: Rowohlt, 2020, ISBN 978-3-499-00159-8.
- Llama Llama Sand & Sun, Grosset & Dunlap 2015, ISBN 978-0-448-49639-9.
- Llama Llama Easter Egg, Viking Books for Young Readers 2015, ISBN 978-0-451-46982-3.